# Sin After Sin
Sin After Sin is het derde studioalbum van de Britse heavymetalband Judas Priest, uitgebracht in 1977.
Het album werd geproduceerd door Deep Purple-producer Roger Glover. Het album bevat een cover van Joan Baez, "Diamonds and Rust". Dit nummer heeft tot de dag van vandaag een vaste plek in de live-set van Judas Priest. Eerst werd het nummer gespeeld als op het album, maar in de laatste paar jaren spelen ze dit nummer grotendeels akoestisch, vergelijkbaar met het origineel.
In 2001 werd de cd geremasterd en kwamen er twee bonusliedjes bij: "Race With the Devil" en "Jawbreaker".
Toen de band in 2008 optrad, speelden ze twee nummers van dit album: "Sinner", dat al sinds 1988 niet meer live was gespeeld, en "Dissident Agressor", dat nog nooit eerder live was gespeeld.
In 1988 coverde Slayer "Dissident Aggressor" en Arch Enemy "Starbreaker".

## Tracklisting
1. "Sinner" (Rob Halford, Glenn Tipton) – 6:43
2. "Diamonds and Rust" (Joan Baez) – 3:26
3. "Starbreaker" (K.K. Downing, Halford, Tipton) – 4:52
4. "Last Rose of Summer" (Halford, Tipton) – 5:38
5. "Let Us Prey/Call for the Priest" (Downing, Halford, Tipton) – 6:12
6. "Raw Deal" (Halford, Tipton) – 6:00
7. "Here Come the Tears" (Halford, Tipton) – 4:36
8. "Dissident Aggressor" (Downing, Halford, Tipton) – 3:07

### Bonustracks 2001
1. "Race With the Devil"
2. "Jawbreaker" (Live)